# Scooby-Doo! e la maledizione del tredicesimo fantasma
Scooby-Doo e la maledizione del Tredicesimo Fantasma (Scooby-Doo! and the Curse of the 13th Ghost) è un film del 2019 diretto da Cecilia Aranovich Hamilton. Il film è stato realizzato in versione digitale e in DVD il 5 febbraio 2019. In Italia venne trasmesso il 13 settembre 2019.
Il film è la continuazione della serie animata I 13 fantasmi di Scooby-Doo (The 13 Ghosts of Scooby-Doo) del 1985.

## Trama
(Riepilogo de i 13 fantasmi di Scooby-Doo)
 Un prologo ambientato prima de I 13 fantasmi di Scooby-Doo raffigura Vincent Van Ghoul da giovane con il suo compagno Mortifer mentre catturano l'ultimo fantasma, Asmodeus. Dopo la cattura, alcuni demoni ombra attaccano e uccidono apparentemente Mortifer e nel frattempo Vincent Van Ghoul scappa con lo scrigno dei demoni. Attualmente i ragazzi della Mystery Inc sono costretti a ritirarsi dopo un'accusa sbagliata verso un agricoltore, Morgan, il quale ha paura degli adolescenti. Il giorno seguente la banda vende tutti i loro oggetti, compresa la Mystery Machine e poco dopo ritrova la sfera di cristallo di Vincent Van Ghoul il quale si mette in comunicazione con la gang perché ha bisogno di loro per catturare il tredicesimo fantasma ovvero Asmodeus. La banda si reca al castello di Vincent Van Ghoul e successivamente insieme a Vincent Van Ghoul si precipita nell'Himalaya per cercare lo scrigno e catturare il tredicesimo fantasma. Nell'Himalaya la banda incontra Flim Flam, il quale si unisce alla gang per catturare Asmodeus e tutta riunita ci riuscirà. In conclusione Asmodeus viene smascherato e si scopre essere Mortifer, il quale desiderava lui avere lo scrigno dei demoni, difatti ha finto di morire creando delle illusioni. Risolto il mistero, i ragazzi della Mystery Machine decidono di continuare a risolvere i misteri.
- Mostro: Asmodeus/Mortifer